# Menceyato de Güímar

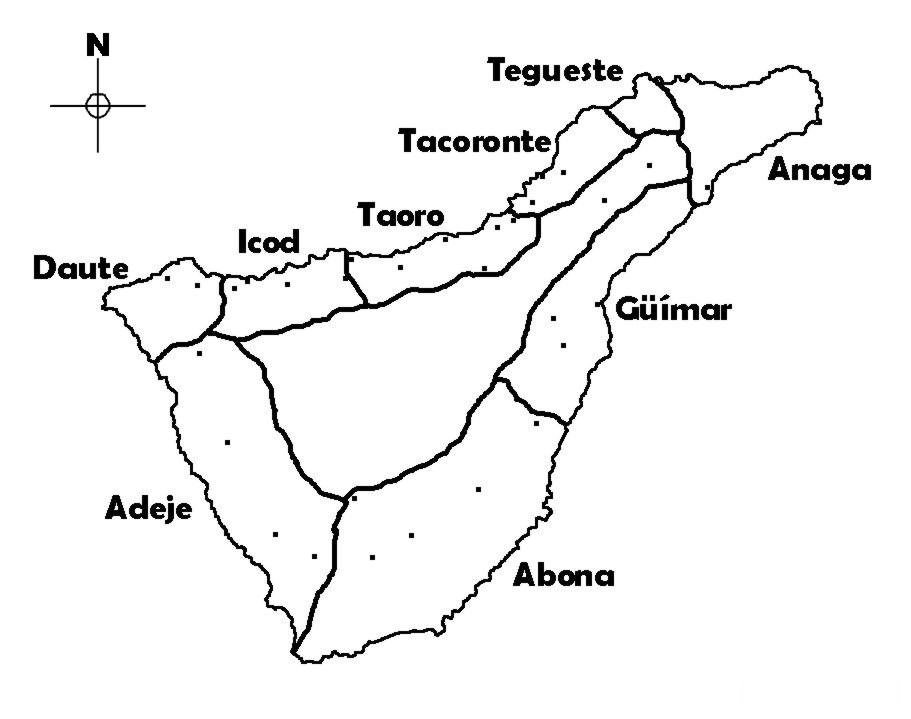
Menceyatos de Tenerife

Le Menceyato de Güímar était l'une des neuf collectivités territoriales des Guanches de l'île de Tenerife, aux îles Canaries, au moment de la conquête par la Couronne de Castille au XVe siècle.
Il était situé au sud-est de l'île. Il occupait les communes de Güímar, partie de Santa Cruz de Tenerife et San Cristóbal de La Laguna, El Rosario, Candelaria, Arafo, Fasnia et une partie d'Arico.
Vers 1450, un ermitage formé par trois frères dirigés par Alfonso de Bolaños, considéré comme «l'apôtre de Tenerife», a été fondé dans la zone de la ville moderne de Candelaria. Ces religieux vivaient parmi les Guanches, parlant leur langue et baptisant plusieurs d'entre eux. Cette mission durerait jusqu'au début de la conquête. Dans ce royaume aborigène a eu lieu l'apparition de la Vierge de Candelaria.
Ses menceyes bien connus (roi guanches) étaient Sortibán, Acaymo, Dadarmo et Añaterve.

## Note
1. ↑  Conquista y antiguedades de las islas de la Gran Canaria y su descripción, con muchas advertencias de sus privilegios, conquistadores, pobladores, y otras particularidades en la muy poderosa isla de Tenerife  (Trad.Spa :"La conquista e i reperti delle isole Gran Canaria con la loro descrizione, sui privilegi, i conquistatori, i coloni, e altre caratteristiche della potente isola di Tenerife")